# 加达里夫
加达里夫（阿拉伯语：‎）是苏丹加达里夫州的首府。它位于连接喀土穆和Gallabat的道路的交点，靠近埃塞俄比亚边境，距离苏丹首都喀土穆410公里。